# Hemilea hyalina
Hemilea hyalina är en tvåvingeart som beskrevs av Wang 1996. Hemilea hyalina ingår i släktet Hemilea och familjen borrflugor. Inga underarter finns listade i Catalogue of Life.